# Stenopodidea
Stenopodidea é uma infraordem de crustáceos decápodes da subordem Pleocyemata que inclui a maioria das espécies conhecidas pelo nome comum de camarão-limpador ou camarão-palhaço. São animais da ordem mais diversa dentro dos crustáceos, os decápodes sendo encontrados em diferentes regiões do mundo, inclusive no Brasil, além de apresentarem uma grande importância econômica e ambiental. Os membros deste táxon caracterizam-se por apresentarem os três primeiros pares de pereópodes quelados, sendo o terceiro par muito maior que os outros.O desenvolvimento desses camarões é indireto, com a presença de um estágio larval. Atualmente há uma divisão de Stenopodidea em três diferentes famílias.  

## Descrição
Os crustáceos decápodos da infraordem Stenopodidea são representados por três famílias, Macromaxillocarididae Alvarez, 2006, Spongicolidae Schram, 1986 e Stenopodidae Claus, 1872, que juntas compreendem doze gêneros com mais de 70 espécies descritas em sua forma adulta. Entre estas, apenas três espécies são registradas até o momento no Atlântico Sul: Microprosthema semilaeve, Stenopus scutellatus e Stenopus hispidus.  

A espécie Stenopus hispidus é popularmente conhecida como “camarão-palhaço” pela sua coloração ou “camarão-limpador”, pelo seu hábito de remover ectoparasitos de peixes e até de tartarugas marinhas. Devido à sua intensa coloração e rusticidade de manutenção, esta espécie é o decápode de interesse ornamental mais popular na aquariofilia marinha, tornando a espécie intensamente explorada em seus estoques naturais em todo o mundo todo, inclusive no Brasil. 

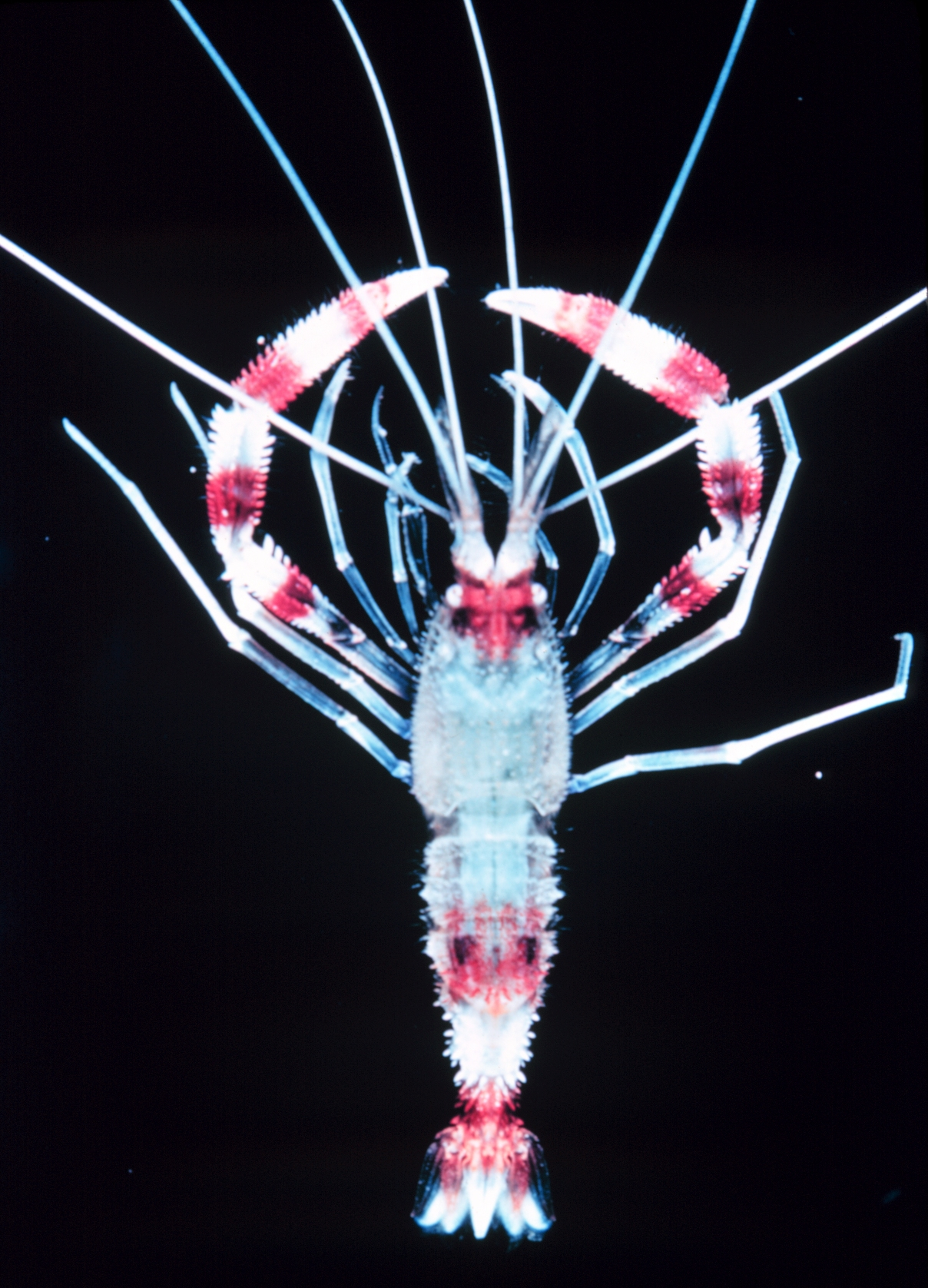
Vista dorsal de Stenopodidea

Na natureza, os adultos desta espécie são tipicamente encontrados em casais reprodutivos e podem ser observados em recifes de coral e fendas em rochas, habitando desde águas rasas até mais de 200 metros de profundidade. Essa infraordem ocorre ao longo do Indo-Pacífico, desde o Mar Vermelho e África do Sul, até o Havaí e Ilhas Tuamotu. No Atlântico Oeste, ocorre desde as Bermudas e costa da Carolina do Norte, Golfo do México e Sul da Florida até a costa Norte da América do Sul . No Brasil há uma distribuição das espécies principalmente nos estados do Rio de Janeiro, Espirito Santo, Paraíba e Ceará. Além destes estados, há registros no arquipélago de Fernando de Noronha e ao longo da costa, desde o Ceará, até  São Paulo como limite Sul .

## Etimologia
Stenopodidea é derivado do grego e significa pernas extraordinariamente finas, sendo essa a principal característica do grupo: apêndices torácicos muito finos, com exceção do terceiro par de pereópodes que é robusto e quelado. Um outro nome dado aos animais dessa infraordem é “camarão-palhaço”, devido sua cor extremamente chamativa que mistura listras vermelhas a uma coloração de fundo branca. Além disso, outro apelido atribuído a estes camarões estenopodídeos é “camarão-limpador” devido ao seu hábito de limpar peixes e tartarugas marinhas.

## Filogenia
Os camarões estenopodídeos estão dentro do subfilo Crustacea, classe Malacostraca, subclasse Eumalacostraca, superordem Eucarida, ordem Decapoda, subordem Pleocyemata, infraordem Stenopodidea. Dentro dessa infraordem estão representadas três famílias que compõem as mais de 70 espécies já catalogadas. As três famílias de Stenopodidea são Macromaxillocarididae, Stenopodidae e Spongicolidae. Grande parte dessa hipótese filogenética é pautada sobre caracteres morfológicos que incluem tagmose (cefalotórax + abdômen), número de apêndices em cada tagma, tipo de brânquias, etc., além de evidências moleculares de ácidos nucleicos nucleares e mitocondriais. Estudos recentes apontam Spongicolidae e Stenopodidae como grupos não monofiléticos, em contraste com a monofilia de Macromaxillocarididae. Ainda não é clara a relação evolutiva entre Stenopodidea, Caridea e Reptantia, entretanto alguns trabalhos taxonômicos apresentaram Stenopodidea como grupo irmão do clado que compõe Caridea e Reptantia. 
A seguir está representada uma dessas hipóteses filogenéticas, utilizando trabalhos recentes sobre a taxonomia de Stenopodidea. 
|  | Spongicolidae         |
|  |                       |
|  | Stenopodidae          |
|  |                       |
|  | Macromaxillocarididae |
|  |                       |

|  | Caridea   |
|  |           |
|  | Reptantia |
|  |           |

|  | Spongicolidae         |
|  |                       |
|  | Stenopodidae          |
|  |                       |
|  | Macromaxillocarididae |
|  |                       |

|  | Caridea   |
|  |           |
|  | Reptantia |
|  |           |

|  | Spongicolidae         |
|  |                       |
|  | Stenopodidae          |
|  |                       |
|  | Macromaxillocarididae |
|  |                       |

|  | Caridea   |
|  |           |
|  | Reptantia |
|  |           |

|  | Spongicolidae         |
|  |                       |
|  | Stenopodidae          |
|  |                       |
|  | Macromaxillocarididae |
|  |                       |

|  | Caridea   |
|  |           |
|  | Reptantia |
|  |           |

Estima-se que o surgimento dos primeiros representantes de Stenopodidea tenha sido no Devoniano com registros fósseis encontrados na América do Norte .

## Anatomia e morfologia

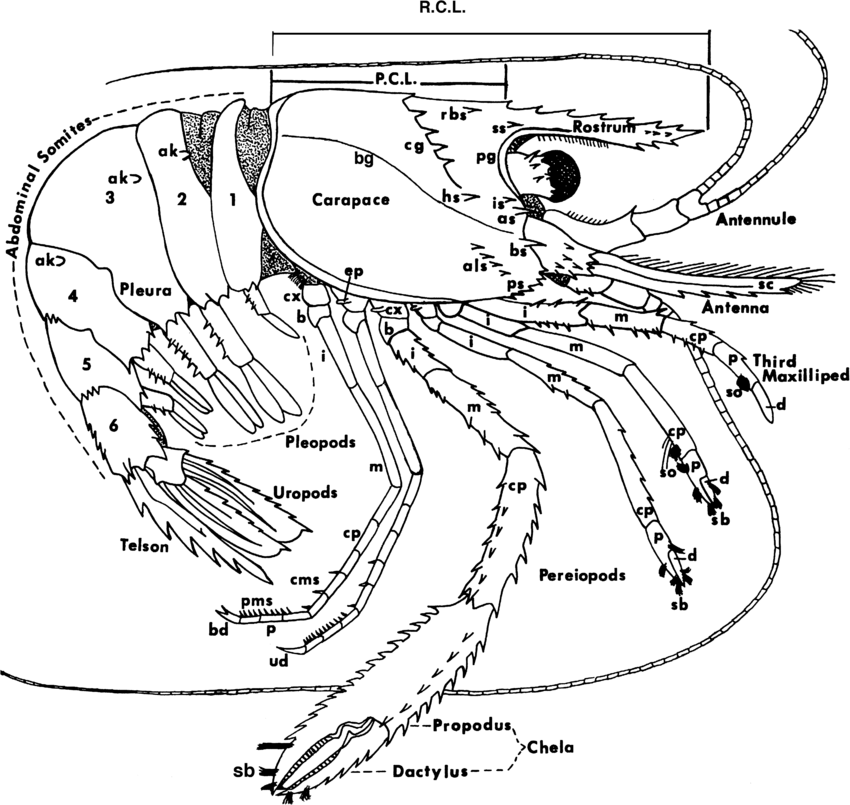
Anatomia externa de Stenopodidea

Assim como outros decápodes, os representantes de Stenopodidea apresentam corpo dividido em dois tagmas: cefalotórax (fusão da cabeça e do tórax) + abdômen. O cefalotórax desses indivíduos é recoberto por um dobramento da epiderme dorsal, revestida por quitina, denominado carapaça. Há um prolongamento da carapaça na região da frente do cefalotórax, formando uma estrutura denominada rostro. Além disso, como em outros indivíduos de Crustacea, os apêndices cefálicos estão representados por dois pares de antenas, um par de mandíbulas, um de maxilas 1 e maxila 2. As antenas geralmente estão relacionadas com funções sensoriais, enquanto que as mandíbulas, maxilas 1 e maxilas 2 foram estruturas relacionadas com a alimentação. Em conjunto com esses apêndices, também estão presentes olhos do tipo composto nos adultos e ocelos simples em ao menos um estágio de vida. Os apêndices torácicos, também chamados de pereópodes, são do tipo estenopódio e  estão representados em cinco pereópodes unirremes e três maxilípedes birremes. Pereópodes do tipo estenopódio são aqueles que apresentam um formato de pinça multiarticulada e perderam o formato de folha/achatado encontrado no tipo filopódio. Estão relacionados com movimento ambulatório nos tipos ambulatoriais e nos quelados há a função de captura de presas e manipulação de alimento. A característica birreme é dada pela presença de de mais um ramo, não encontrado em pereópodes unirremes Os três primeiros pares de pereópodes são quelados, sendo terceiro par bem mais desenvolvido que os dois primeiros. Os pereópodes restantes são finos e ambulatoriais. Os apêndices abdominais, também chamados de pleópodes, são localizados ventralmente e distribuídos em seis pares, sendo o sexto par modificado em uma estrutura denominada urópode. Os cinco pares não modificados são usados durante a natação, enquanto que o sexto, junto com o télson (última estrutura do abdômen que não é um segmento verdadeiro) formam o leque caudal. Essa estrutura é extremamente importante durante o comportamento de fuga desses animais, dando propulsão durante a natação. O primeiro par de pleópodes é reduzido, unirreme e bissegmentado, enquanto que os outros são maiores e muito semelhantes entre si, com diminuição de tamanho no sentido ântero-posterior. Como há um leque caudal nesse grupo, não é encontrada na região terminal do abdômen uma ornamentação derivada do télson denominada furca caudal.
Em Stenopodidea podemos encontrar um dimorfismo sexual, onde há cerdas plumosas e espinhos muito evidentes na placa do esternito cefalotorácico dos machos. Há ainda um espinho central muito evidente em cada esternito abdominal. Nas fêmeas não encontramos nenhuma estrutura específica para o recebimento da massa espermática na região dos esternitos cefalotorácicos. Estes são desprovidos de espinhos e há uma grande quantidade de cerdas plumosas em suas margens. Não há um espinhos central em cada placa dos esternitos abdominais, como é encontrado nos machos da mesma espécie. 

## Ciclo de vida

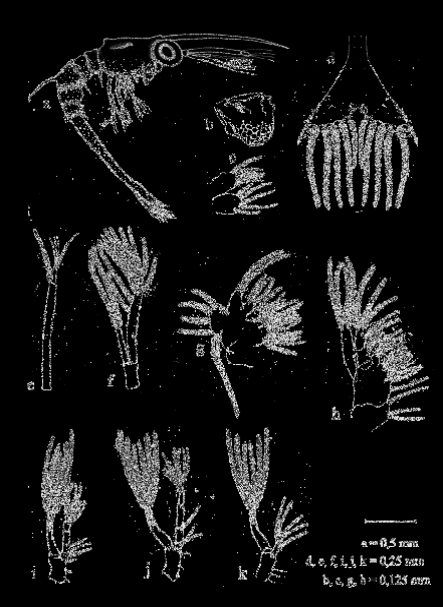
Estágio larval de zoea de Stenopodidea

Uma uniformidade dentro dos crustáceos é a presença de um primeiro estágio larval denominado náuplio. Essa é uma forma de dispersão, planctônica, livre natante, com três pares de apêndices cefálicos usadas durante a natação. Entretanto, não há muitos trabalhos citando esse estágio larval em Stenopodidea, o que nos impossibilita no momento discutir diferenças anatômicas, morfológicas e funcionais dentro dessa infraordem . Os indivíduos da infraordem Stenopodidea apresentam desenvolvimento indireto, no qual de um ovo eclode uma larva denominada zoé (zoea) que sofre muitos processos de muda (ecdise) até originar um indivíduo adulto . Esse estágio larval já apresenta olhos compostos, apêndices cefálicos, torácicos, como é o caso de pares de antenas 1 e 2, pereópodes, além de ornamentações no abdômen (espinhos dorsais nos somitos abdominais). Não são encontrados apêndices abdominais em larvas mais jovens, como pleópodes e urópodes, porém há um télson rudimentar fusionado ao sexto somito abdominal, com uma forma triangular, além de diversos espinhos na faixa dorsal. A natação nesse estágio larval é dada a partir do trabalho mecânico dos apêndices torácicos, diferente do náuplio que nada com apêndices cefálicos, e sua alimentação é do tipo detritívoro. Estudos recentes apontam que ocorrem, no mínimo, aproximadamente dez processos de muda em larvas zoé até a formação de um indivíduo adulto e a cada nova ecdise ocorrem o aparecimento de mais apêndices abdominais, como é o caso de pleopodes.
A primeira larva de zoé (Zoea I) apresenta um comprimento de 0,56 mm em sua carapaça. Tem formato cilíndrico e levemente arredondado e não apresenta espinhos. Seus olhos são sésseis, o rostro é longo e com pequenos dentículos na extremidade. O tamanho do rostro é quase duas vezes o da carapaça, ultrapassando o tamanho da antena 1 e antena 2. O primeiro par de pereópodes é plumado, com cerdas longas no endopodito e curtas em sua base. Não há pleópodes e urópodes no abdômen e há espinhos laterais nos somitos abdominais e um longo espinho dorsal bem evidente no terceiro somito desse tagma. em contraste, a nona larva zoé (Zoea IX) apresenta uma carapaça com aproximadamente 1,17 mm, antena 1 plumosa e antena 2 lisa, pleópodes e urópodes no abdomen, com um telson triangular e bem desenvolvido. Nesse estágio, a larva tem uma semelhança muito próxima ao do adulto.

## Reprodução
Indivíduos da infraordem Stenopodidea são animais dióicos com reprodução sexuada. Em crustáceos decápodos em geral, os espermatozóides formados nos testículos recebem fluídos seminais ao longo dos vasos deferentes e dutos ejaculatórios, alcançando o meio externo em agrupamentos chamados espermatóforos. Durante a transferência espermática, os espermatóforos podem apresentar-se como uma massa espermática simples que é depositada na superfície ventral do esterno das fêmeas, como ocorre na maioria das espécies de Caridea; ou ser morfologicamente complexos, como as formas pedunculadas de alguns Anomura ou as formas ornamentadas e adesivas de alguns Penaeoidea.
Dentre as mais de 40 espécies descritas de Stenopodidea, a espécie Stenopus hispidus é a única que possui o comportamento de cópula conhecido, e ainda assim, a transferência espermática é um processo controverso. Enquanto alguns autores afirmam que o processo de transferência espermática nesta espécie ocorre de forma semelhante aos Caridea, no qual o macho deposita uma massa espermática simples no esterno da fêmea e a fecundação ocorre externamente ao corpo durante a extrusão dos ovos, outros pesquisadores sugerem que tanto a deposição dos espermatozóides quanto a fecundação podem ocorrer em uma região mais interna do poro genital feminino. 
O comportamento pré-copulatório inicia-se com o macho deslocando-se em direção à fêmea em pós-muda. Não há registro de nenhum tipo de corte ou dança realizado pelo macho, havendo apenas contato sutil das antenas e antênulas entre o casal. A fêmea neste primeiro momento aguarda a aproximação do macho e posteriormente caminha pelo aquário. O macho persegue a fêmea na maior parte do tempo, tateando todo o seu corpo rapidamente (tightening) com seus quelípodos menores (primeiro e segundo pares). A cópula ocorre quando a fêmea mostra-se receptiva ao macho, erguendo o abdome e movimentando os pleópodos rapidamente na sua frente por alguns segundos. O macho coloca-se em posição perpendicular (90°), depois na posição abdome versus abdome, agora tateando mais a região das aberturas genitais da fêmea, e rapidamente girando o corpo, invertendo para uma posição perpendicular abdome versus cefalotórax, com uma inclinação de aproximadamente 45°. A transferência espermática acontece nesta posição, e o processo pode demorar de 9 a 14 segundos. Durante a transferência, os gonóporos ficam muito próximos, podendo-se observar o batimento rápido de todos pares de pleópodos da fêmea, e todos os pleópodos de um dos lados do macho. 
Imediatamente após a cópula, a fêmea procura abrigo enquanto o macho assume uma posição próxima. A exteriorização dos ovos ocorre normalmente em poucos minutos após a cópula em um processo que demora cerca de 10 minutos, ocorrendo sempre em uma região mais abrigada. Para a realização do processo, a fêmea mantém-se quase imóvel, com o abdome distendido e pleópodos imóveis, enquanto os quelípodos são mantidos à frente ao corpo. Na maior parte do tempo o macho acompanha próximo e voltado para a fêmea. Pode-se perceber nitidamente o esvaziamento da gônada feminina pela transparência da carapaça e o aparecimento de ovos nos pleópodos durante o processo.

## Importância ambiental
Atualmente no mundo, existe uma grande rede de comércio de animais marinhos, principalmente invertebrados, que são utilizados como ornamentação de aquários marinhos residenciais e comerciais. Estima-se que aproximadamente 90 % das espécies marinhas compradas são retiradas da natureza para suprir esse comércio, diferente do que ocorre com animais de água doce. O Brasil é um dos principais exportadores de espécies aquáticas, principalmente na região da bacia amazônica. Ainda não são claros os efeitos gerados pela retirada de espécies em larga escala de seu habitat, porém já é sabido que as atividades humanas, principalmente da pesca ou de extração, acarretam em séries modificações, até mesmo irreversíveis, na diversidade biológica da região, especialmente em áreas litorâneas .
Camarões representantes de Stenopodidea realizam diversas interações ecológicas com diferentes grupos de animais marinhos, incluindo esponjas, cnidários, poliquetos, equinodermos e peixes. A interação mais estudada é a de limpeza (“cleaning mutualism”), em que os camarões-limpadores se alimentam de ectoparasitas e tecidos comprometidos de peixes, enquanto estes se beneficiam pela redução dos efeitos negativos na saúde do “cliente”. Experimentos laboratoriais demonstram que em dois dias de interação entre o camarão e o peixe Ctenochaetus striatus reduzem em 75% o número de ectoparasitas no peixe  e que a recuperação de feridas em peixes é mais rápida quando associados ao camarão do que em peixes que não foram submetidos a presença dos limpadores. Interação de limpeza entre Stenopus hispidus e tartarugas marinhas também fora registrada através de observação in situ.
Animais da infraordem Stenopodidea são muito populares entre aquaristas no Brasil, pois apresentam diversas características peculiares. Sua coloração branca com chamativas listras vermelhas e seu hábito peculiar de viver em casais são exemplos dessas características. Tudo isso, somado a sua facilidade de manutenção em aquários e por esse grupo conseguir conviver pacificamente com outros habitantes em um aquário marinho (reef safe). 

## Importância econômica
Entre os crustáceos marinhos altamente explorados para ornamentação em aquários, encontram-se os representantes da Infraordem Stenopodidea. Conhecido como “camarão-palhaço" pela sua coloração branca com bandas vermelhas, ou “camarão-limpador” pelo seu hábito de remover ectoparasitas de peixes recifais e até mesmo de tartarugas marinhas, Stenopus hispidus é uma das espécies mais cobiçadas entre aquaristas no mundo todo e, sem dúvida, é o decápodo marinho mais comum entre aquaristas no Brasil. Além de sua rusticidade de manutenção e intensa coloração, peculiaridades comportamentais como o hábito de viver em casais e a remoção de ectoparasitas de peixes, aumentam ainda mais sua popularidade.
No Brasil, Stenopus hispidus é facilmente encontrado em lojas especializadas do ramo e pet shops, onde o valor de cada indivíduo vivo pode ultrapassar R$30,00. Quando já pareados, o valor do casal pode ser ainda maior. Os animais disponíveis no mercado nacional, geralmente, são sub-adultos ou adultos, capturados principalmente nos Estados do Rio de Janeiro, Espírito Santo, Bahia e Ceará.

## Adaptações cinematográficas
Os representantes da infraordem Stenopodidae estão presentes em desenhos animados renomáveis nos quais suas características comportamentais são exploradas,  tanto dentro de aquários como em seu habitat natural.
Em "Procurando Nemo" (Disney/Pixar), Jacques é um camarão-limpador do Oceano Pacífico com sotaque francês que vive no aquário do Nemo e é obcecado por limpar tudo a todo momento. Em "O Espanta Tubarões” (Dreamworks), o lava rápido de baleias no fundo do mar conta com camarões-limpadores como funcionários.